# 지옥이 뭐가 나빠
《지옥이 뭐가 나빠》(일본어: 地獄でなぜ悪い)는 2013년 공개된 일본의 영화이다.

## 출연

### 주연
- 쿠니무라 준
- 츠츠미 신이치
- 토모치카
- 니카이도 후미

### 조연
- 하세가와 히로키
- 호시노 겐
- 이마무라 요시노
- 나루미 리코
- 사카구치 타쿠
- 이타오 이츠지
- 오노우에 히로유키
- 키타무라 아키히로
- 카구라자카 메구미
- 츠치히라 돈베이
- 나미오카 카즈키
- 후카미 모토키
- 스와 타로
- 이시마루 켄지로
- 와타나베 테츠
- 에나미 쿄코
- 덴덴
- 이와이 시마코

## 기타
- 조감독: 키노모토 고우
- 음향효과: 사이토 마사토시
- 미술: 이나가키 히사오